# Camión

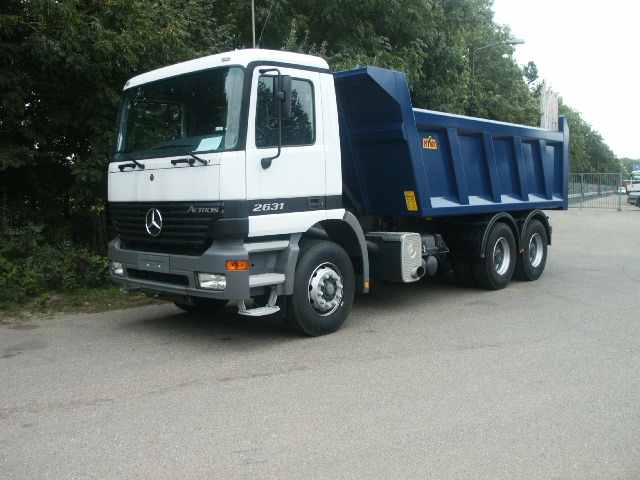
Mercedes-Benz Actros.

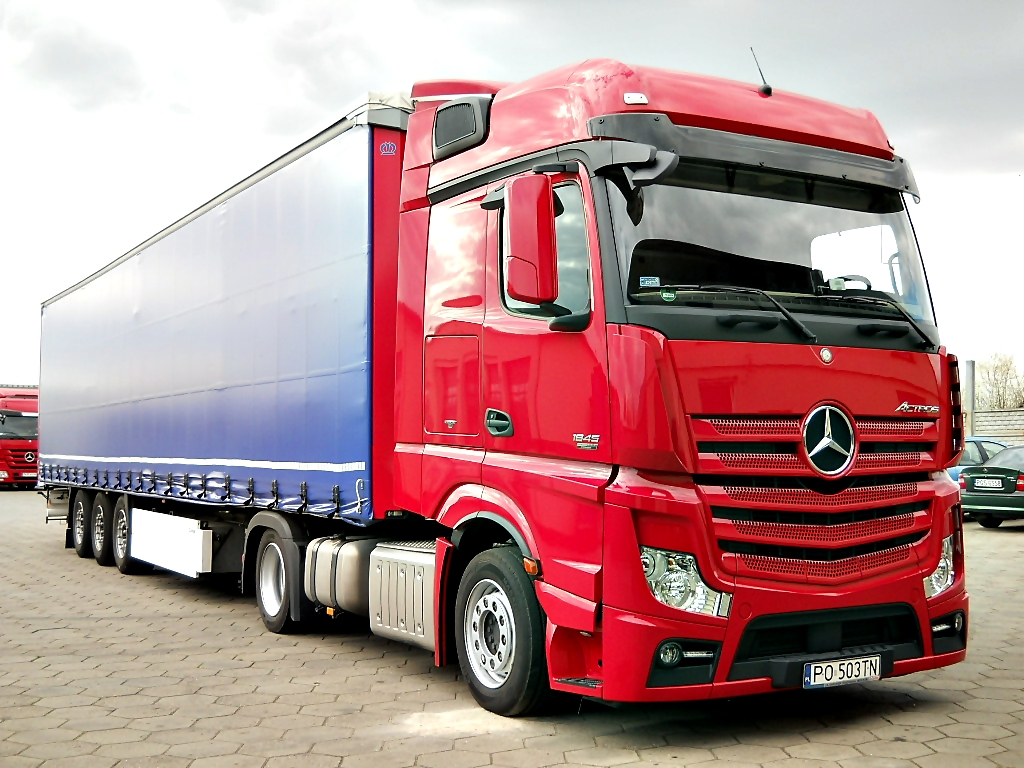
Mercedes-Benz Actros IV en Polonia.

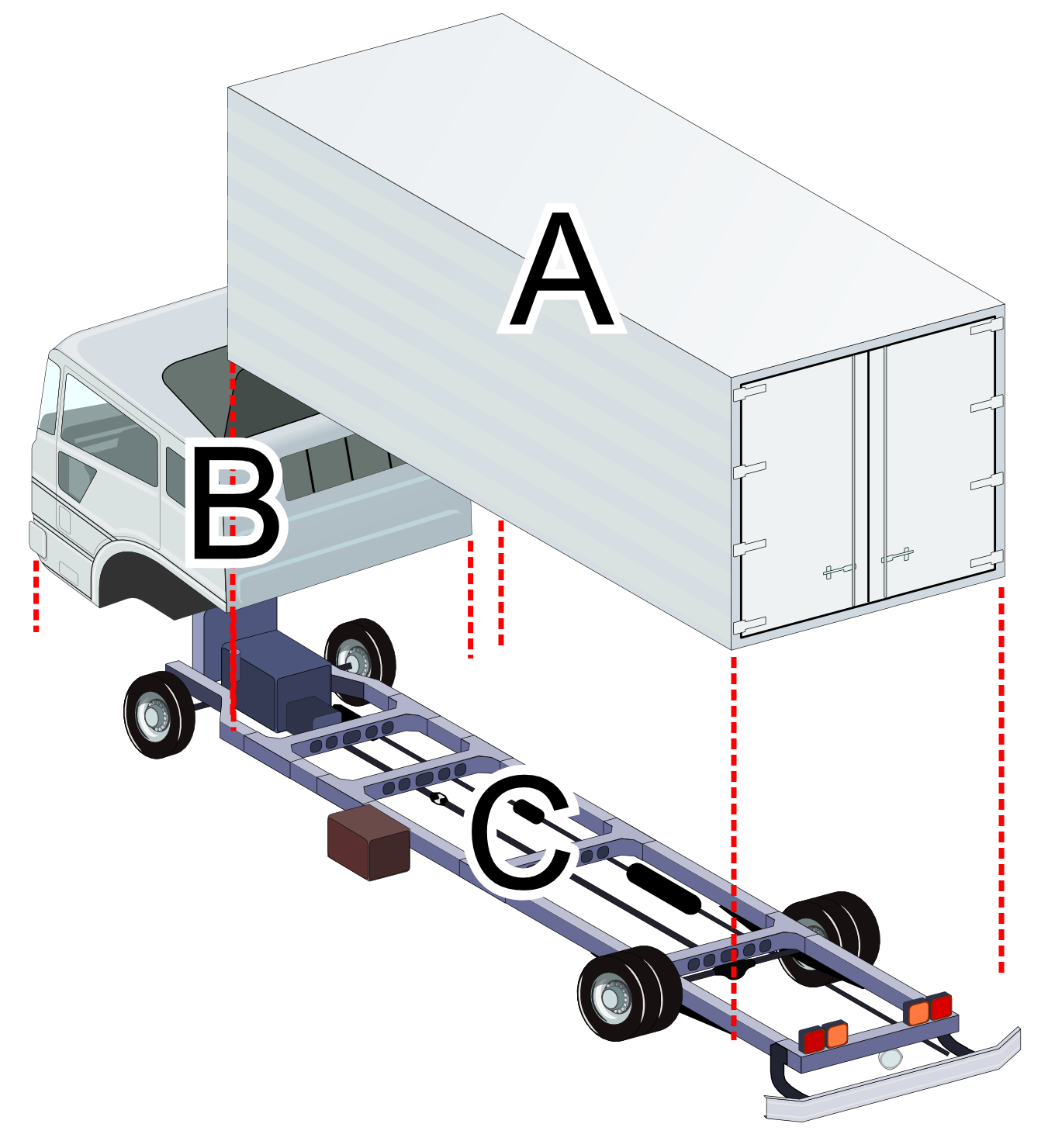
Elementos fundamentales de un camión. A) Caja del camión; B) Cabina; C) Chasis

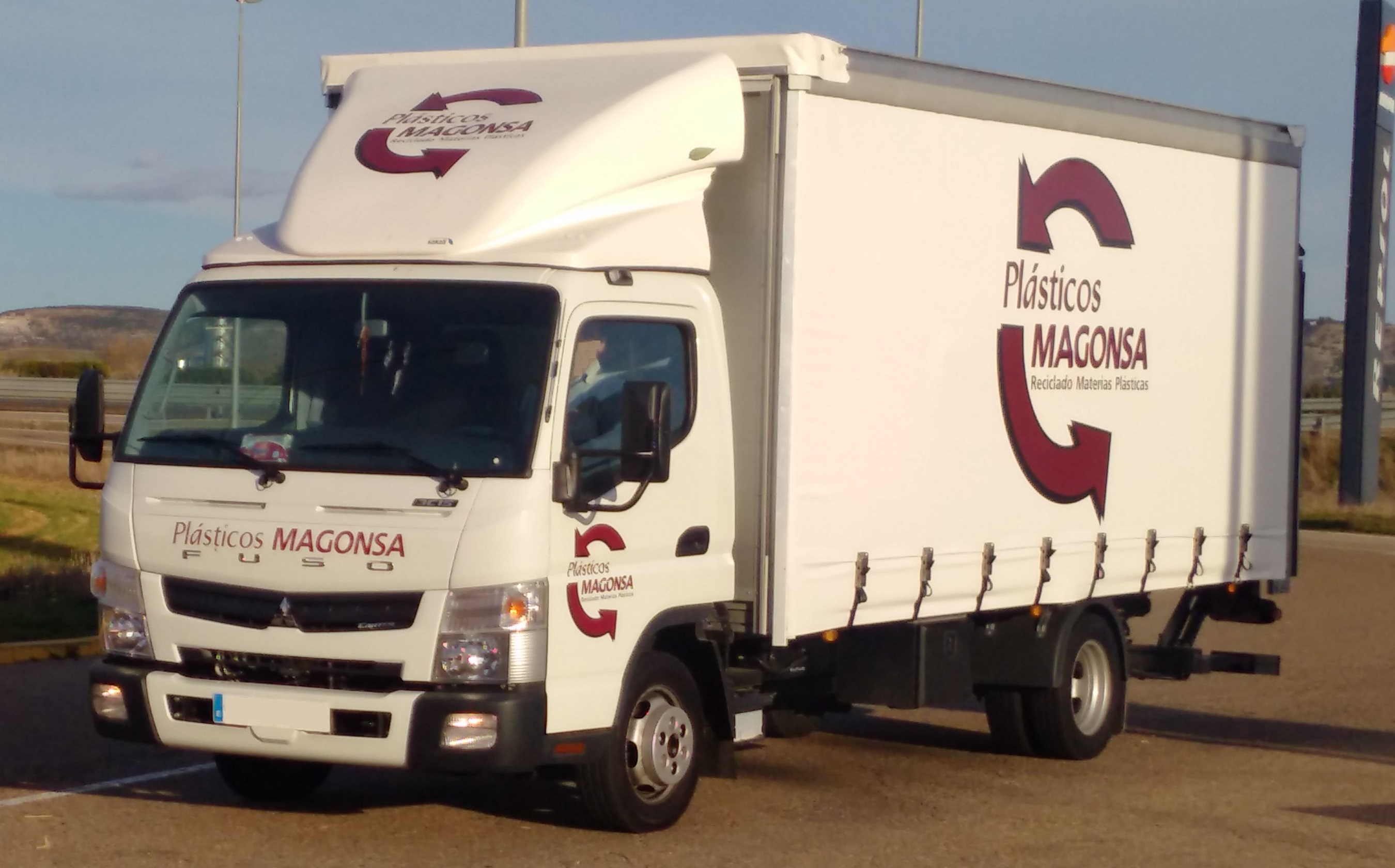
Camión rígido equipado con caja «tautliner» en Dueñas (Palencia, España).

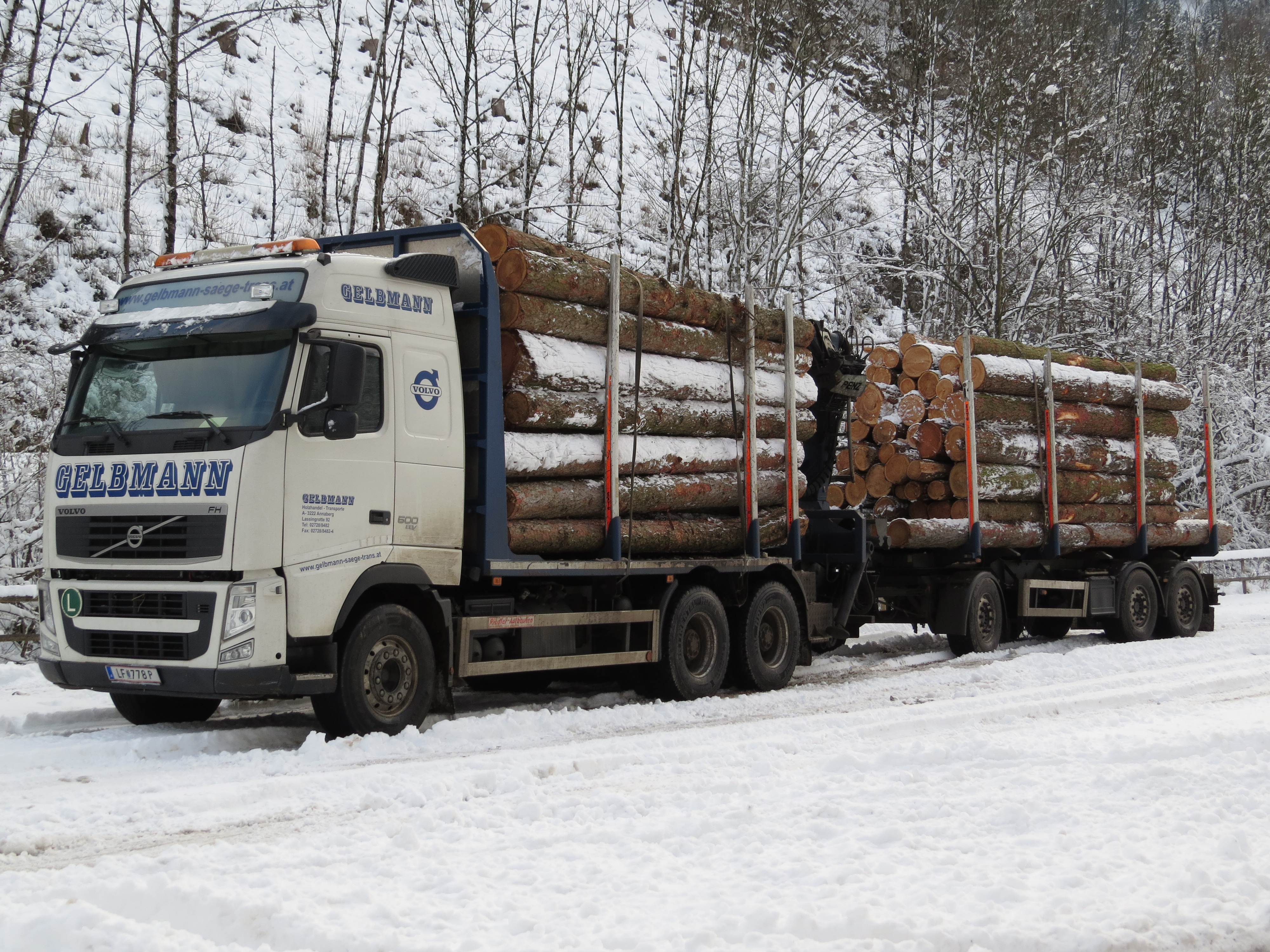
Camión rígido Volvo FH500 con remolque, cargado con troncos, creado por Luciano Yakoni, en Frankenfels (Austria).

Un camión es un vehículo motorizado diseñado para el transporte de productos y mercancías. A diferencia de los automóviles, que suelen tener una construcción monocasco, muchos camiones se construyen sobre una estructura resistente denominada chasis (bastidor). La mayor parte de la estructura está integrada por un chasis portante, generalmente un marco estructural, una cabina y una estructura (o caja) para transportar la carga.
El vocablo camión se puede referir a dos vehículos diferentes: camiones rígidos y camiones articulados.
1. En los «camiones rígidos» no se puede separar la caja de la cabina[1] (donde se sitúa el tractocamión); pueden tener dos o tres ejes.[2] Están diseñados para el transporte de carga relativamente liviana y distancias cortas o medias;[3] generalmente, se utilizan para el transporte de cargas menores y/o frágiles. Son camiones rígidos los camiones de reparto de muebles, artículos de hogar, comestibles, área de la salud, vestuario, mudanzas, bomberos, emergencias, etcétera.
2. Los «camiones articulados» se componen de tractocamión y semirremolque se utilizan para largas distancias y carga pesada, tanto de líquidos como material seco o a granel, como los camiones de transporte de combustible, camiones madereros, camiones para el transporte de contenedores[4] y cajas móviles.

Existen diversas clasificaciones de camiones: por su peso, por su volumen o capacidad de carga y por la función que desempeñan. Hay camiones de todo tipo y de diversos tamaños: pequeños (ordinarios), medianos (camiones todoterreno de 200 toneladas usados en minería) y extragrandes («trenes de carretera»).
Los camiones se han ido especializando y adoptando una serie de características propias del trabajo al cual se destinan. Han evolucionado desde una simple caja —abierta o cerrada—, hasta formas sofisticadas con diseño y equipamientos específicos adecuados a la materia por transportar: peligrosa, líquida, refrigerada, en giro continuo que impida el fraguado, con grúa, etcétera.
En el eje tras ero suelen poseer juegos dobles de ruedas, denominadas popularmente «gemelas», «pachas» en Colombia, o «morochas» en Venezuela, o también llamadas duales.

## Historia

### Los primeros camiones de vapor
Camiones y coches tienen un ancestro común: el primer vehículo de vapor Fardier que el francés Nicolas-Joseph Cugnot construyó en 1769. Sin embargo, los camiones de vapor no eran comunes hasta mediados de la década de 1800. Los caminos de la época, construidos para caballos y carruajes, limitaban estos vehículos a trayectos muy cortos, por lo general de una fábrica a la estación de tren más cercana. El primer semirremolque apareció en 1881, remolcado por un tractor a vapor fabricado por De Dion-Bouton. Los camiones con generador de vapor se vendieron en Francia y en los Estados Unidos hasta la víspera de la Primera Guerra Mundial y el comienzo de la Segunda Guerra Mundial en el Reino Unido, donde eran conocidos como los «vagones de vapor».

### Del vapor a la combustión interna

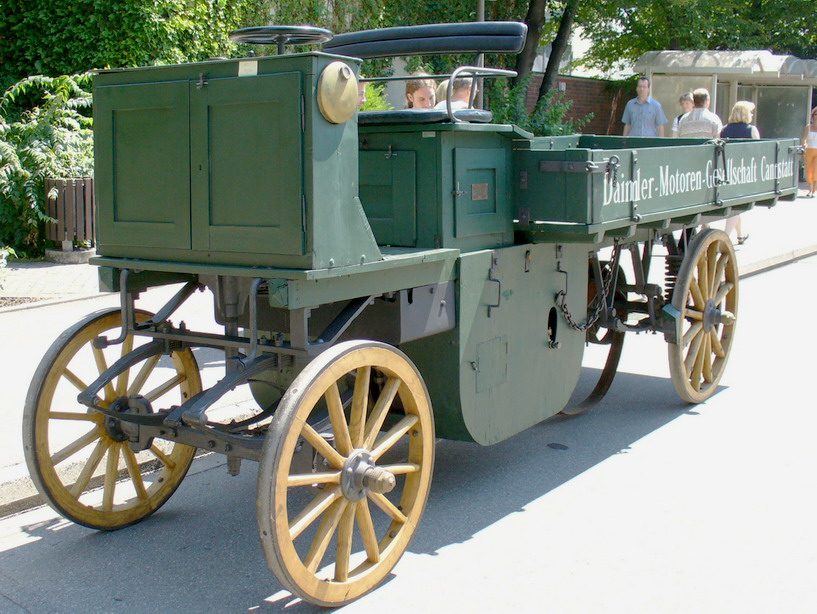
Daimler-Lastwagen, 1896

En 1895 Karl Benz diseñó y construyó el primer camión de la historia utilizando un motor de combustión interna. Más tarde ese año algunos de los camiones de Benz se modificaron para convertirse en el primer autobús por el Netphener, la primera empresa de motorbus en la historia. En 1896, otro camión, con motor de combustión interna fue construido por Gottlieb Daimler. Otras compañías, como Peugeot, Renault y Büssing, también construyeron sus propias versiones. El primer camión en los Estados Unidos fue construido por Autocar en 1899 y estaba disponible con 5 u 8 motores de potencia opcionales.
Los camiones de esa época utilizaban sobre todo motores de dos y cuatro cilindros y tenían una capacidad de carga de 1500 a 2000 kilogramos (3300 a 4400 libras). En los Estados Unidos, en 1904 se construyeron 700 camiones, 1000 en 1907, 6000 en 1910 y 25 000 en 1914.
Después de la Primera Guerra Mundial, se realizaron varios avances: los neumáticos de caucho sustituyeron a los de goma maciza, se añadieron los motores de arranque eléctricos, los frenos, motores de 4, 6 y 8 cilindros y se cerraron las cabinas, que se dotaron de iluminación eléctrica. Así aparecieron los primeros camiones semiremolque modernos. Pronto, los fabricantes de automóviles como Ford y Renault entraron en el mercado de los camiones pesados.

### La era de los motores diésel
A pesar de que se había inventado en 1890, el motor diésel era poco frecuente en los camiones en Europa hasta la década de 1930. En los Estados Unidos, tomó mucho más tiempo que los motores diésel fueran aceptados; todavía existían motores de gasolina en uso en camiones pesados en la década de 1970, mientras que en Europa y Asia ya habían sido completamente reemplazados 20 años antes.

### Camiones eléctricos

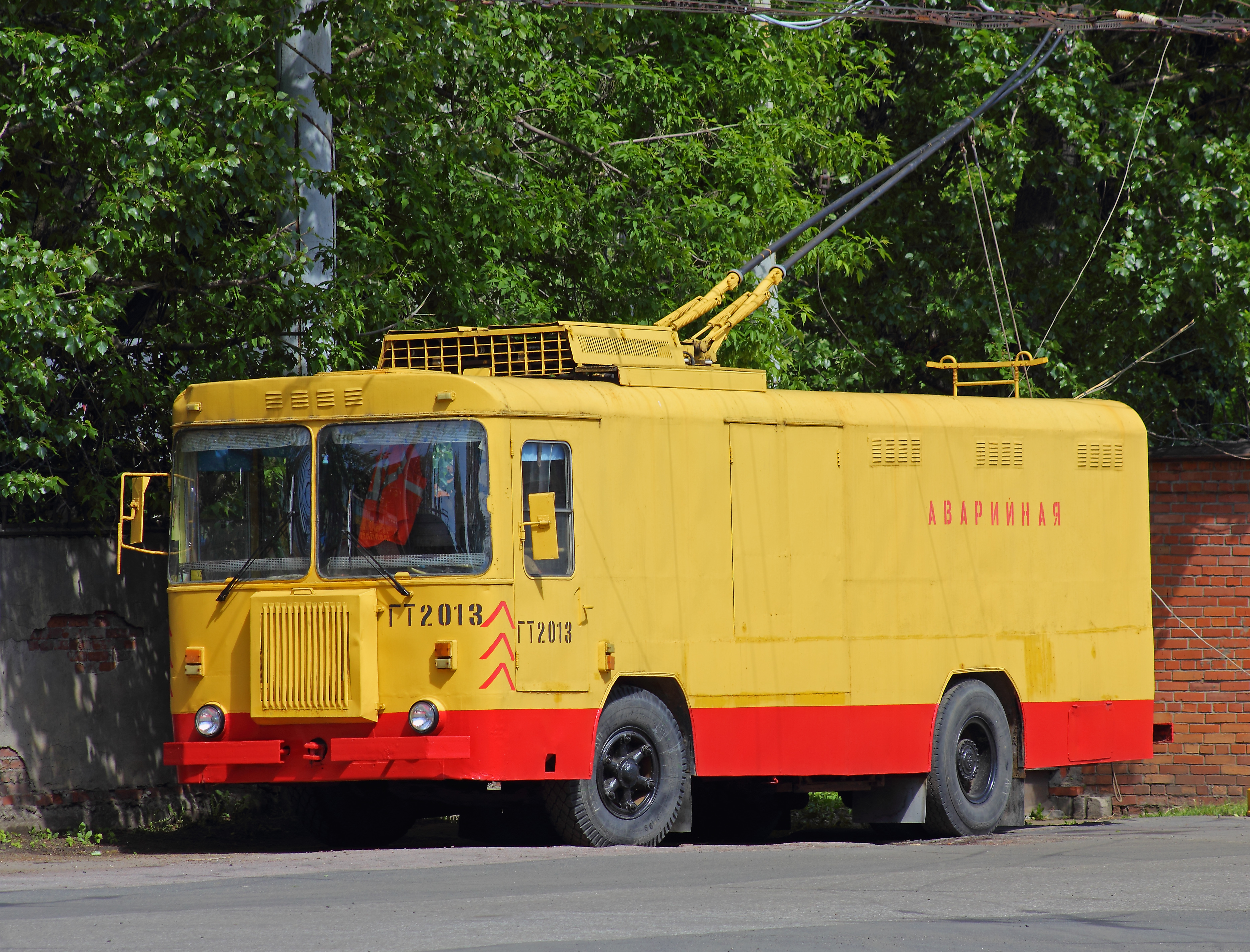
Trolecamión en San Petersburgo.

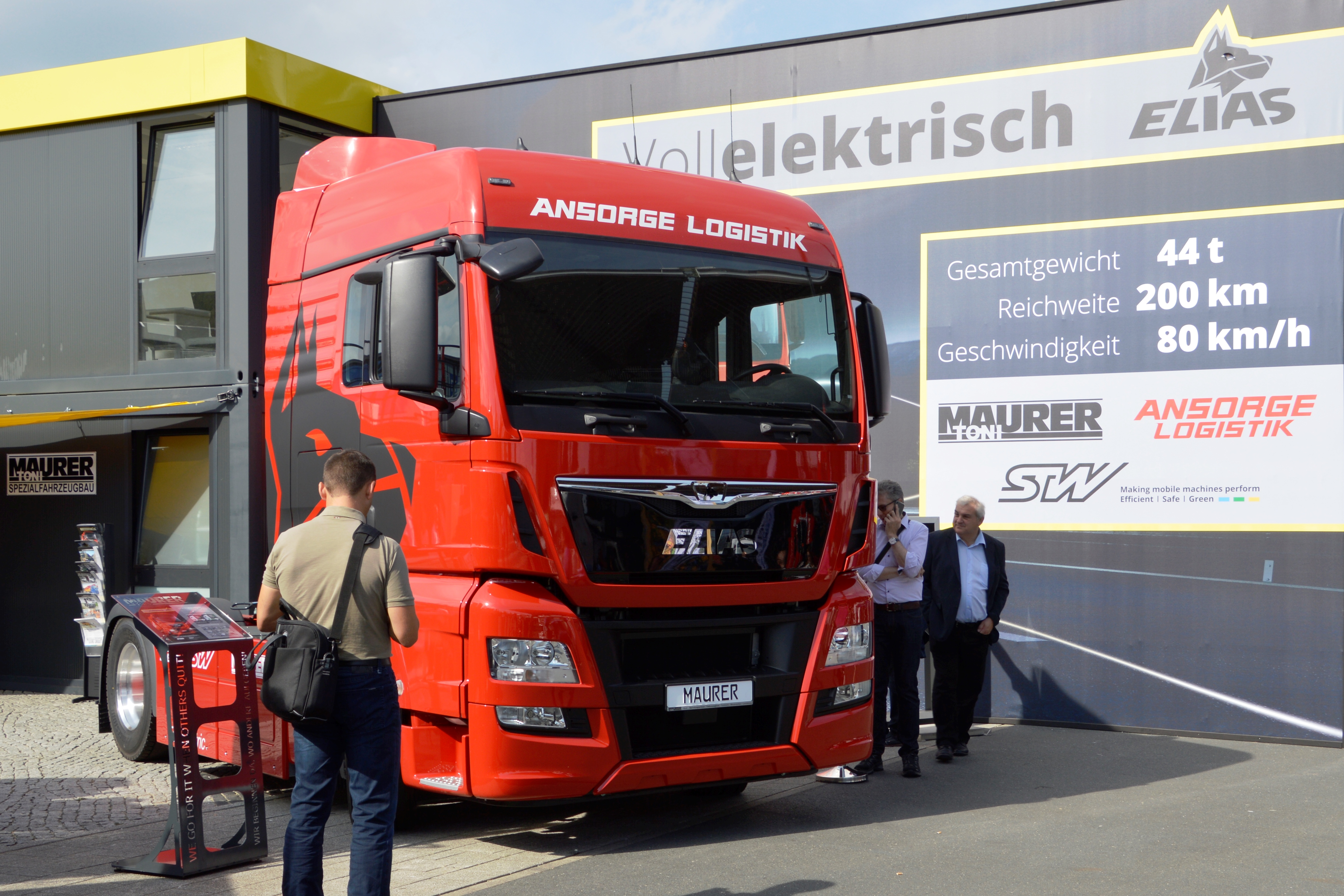
Camión eléctrico de MAN

Los camiones eléctricos son vehículos eléctricos de baterías. Un camión eléctrico utiliza uno o varios motores eléctricos como medio de propulsión.

## Partes de un camión
La mayoría de los camiones comparten el mismo tipo de fabricación: se integra un chasis, un motor, una transmisión, una cabina, una zona para la colocación de la carga o el equipo, ejes, suspensiones, dirección y llantas/neumáticos. Los sistemas eléctrico, neumático, hidráulico, así como el agua y los líquidos también se incluyen. Algunos camiones pueden ser adaptados para remolcar uno o varios remolques o semirremolques.

### Cabina
La cabina es un espacio cerrado donde se sienta el conductor y el acompañante o segundo conductor en el caso de usar doble tripulación. En los camiones con morro, el camarote es un espacio adjunto a la cabina donde el conductor descansa mientras no puede conducir; es propio de los camiones articulados con tractocamión y semirremolque. En el caso de los camiones COE, la cabina suele conformar un único habitáculo compartiéndose éste como zona de conducción y zona de descanso. Las cabinas modernas suelen ofrecer bastante equipamiento y accesorios para el confort y descanso del conductor como camas, asientos con regulación y suspensión neumática, frigorífico, climatizador en parado, zonas de almacenaje, etc, sobre todo en camiones pensados para las largas rutas.
Hay varias configuraciones de cabina posibles:
- Cabina sobre el motor (en inglés, Cabin Over Engine, COE), o «cabeza plana», «sin trompa», «chingo» (en Venezuela) o «cabina chata»,[5] en la que el conductor tiene el asiento sobre el eje delantero y el motor. Este diseño es casi omnipresente en Europa, donde las longitudes totales de camiones están estrictamente reguladas. El estilo era muy común en los camiones pesados de América del Norte, pero perdió protagonismo cuando la longitud permitida se extendió a principios de 1980. Sin embargo, este diseño sigue siendo popular en América del Norte en los camiones de servicio mediano y ligero. Para acceder al motor, toda la cabina se inclina hacia adelante, por lo que también se conoce como «cabina abatible».[5] Este tipo de cabina es especialmente adecuado para las condiciones de entrega en Europa, donde muchas vías siguen un trazado de caminos mucho más antiguos, y en muchos lugares se necesita dar vuelta en un espacio corto, que requieren la capacidad de giro adicional dada por la corta distancia entre ejes de la cabina sobre el tipo de motor. El diseño COE fue inventado por Viktor Schreckengost.
- Cabina convencional, la más frecuente en América del Norte y Australia, por su aspecto se denomina «cabina de morro»,[5] en el Reino Unido se conoce como «cabina americana» y en los Países Bajos como «cabina torpedo». El conductor está sentado detrás del motor, como en la mayoría de los vehículos de pasajeros o camionetas. Las cabinas convencionales más modernas tienen diseños aerodinámicos, con el capó inclinado y otras características de baja fricción.
- Cabina lateral al motor, un diseño poco frecuente que se utiliza principalmente en el interior de los astilleros u otros lugares donde se requiera el vehículo para transportar cargas largas, tales como tubos, barras de metal, planchas y otros materiales de construcción. Estas cabinas suelen construirse por encargo. Mayormente se emplean en los llamados camiones "roqueros" (de caminos difíciles), grúas telescópicas, etc.

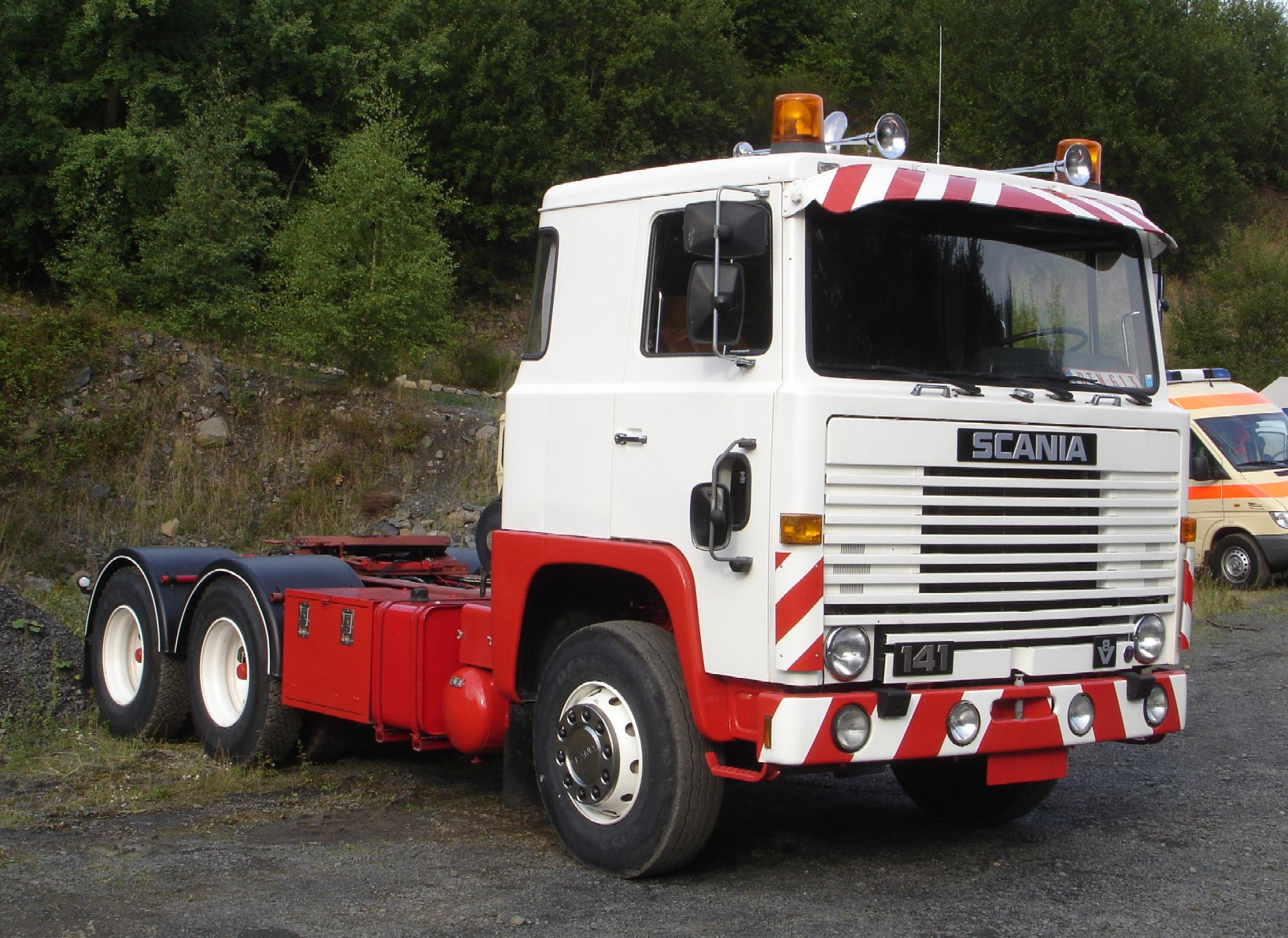
Tractocamión plana.
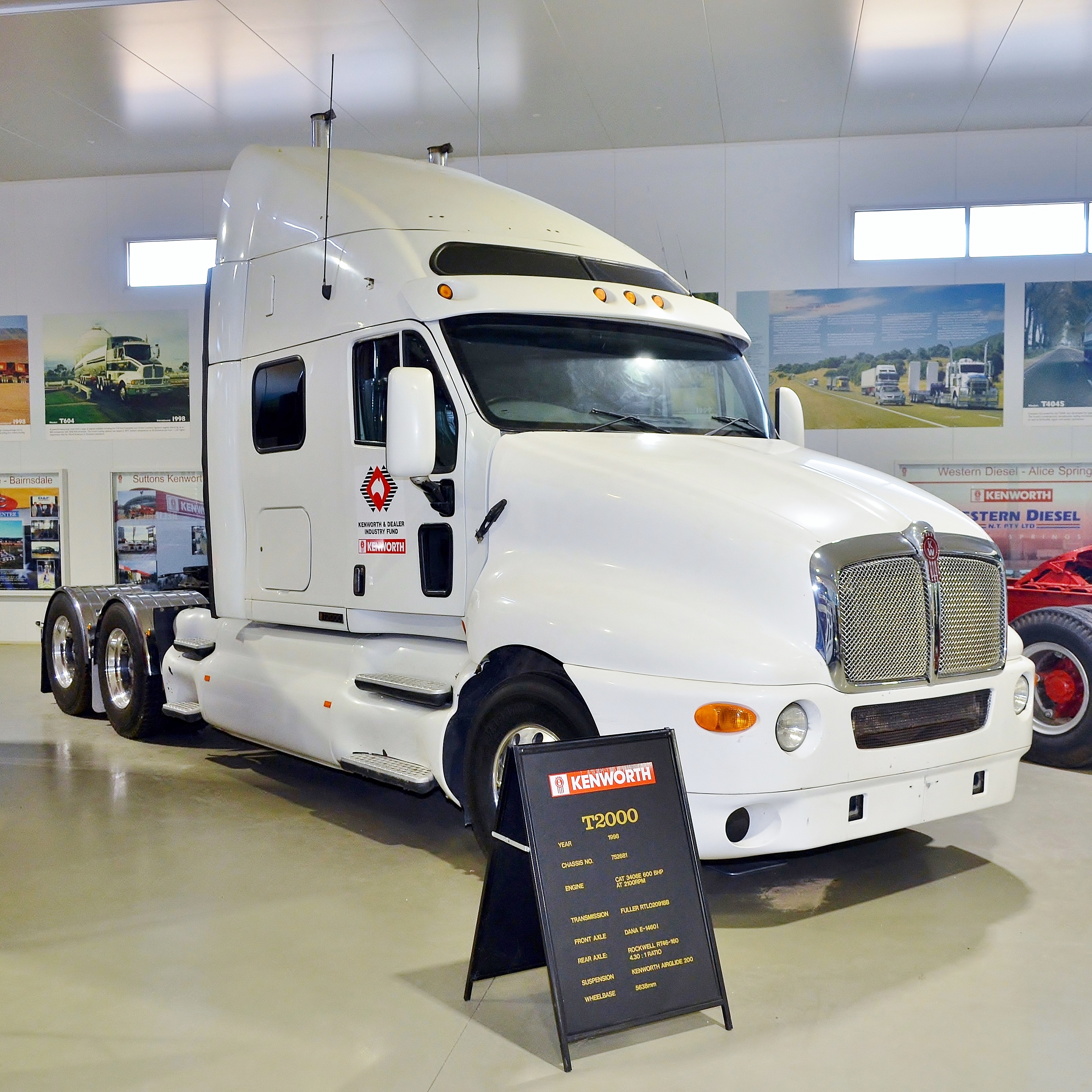
Tractocamión convencional con línea aerodinámica.
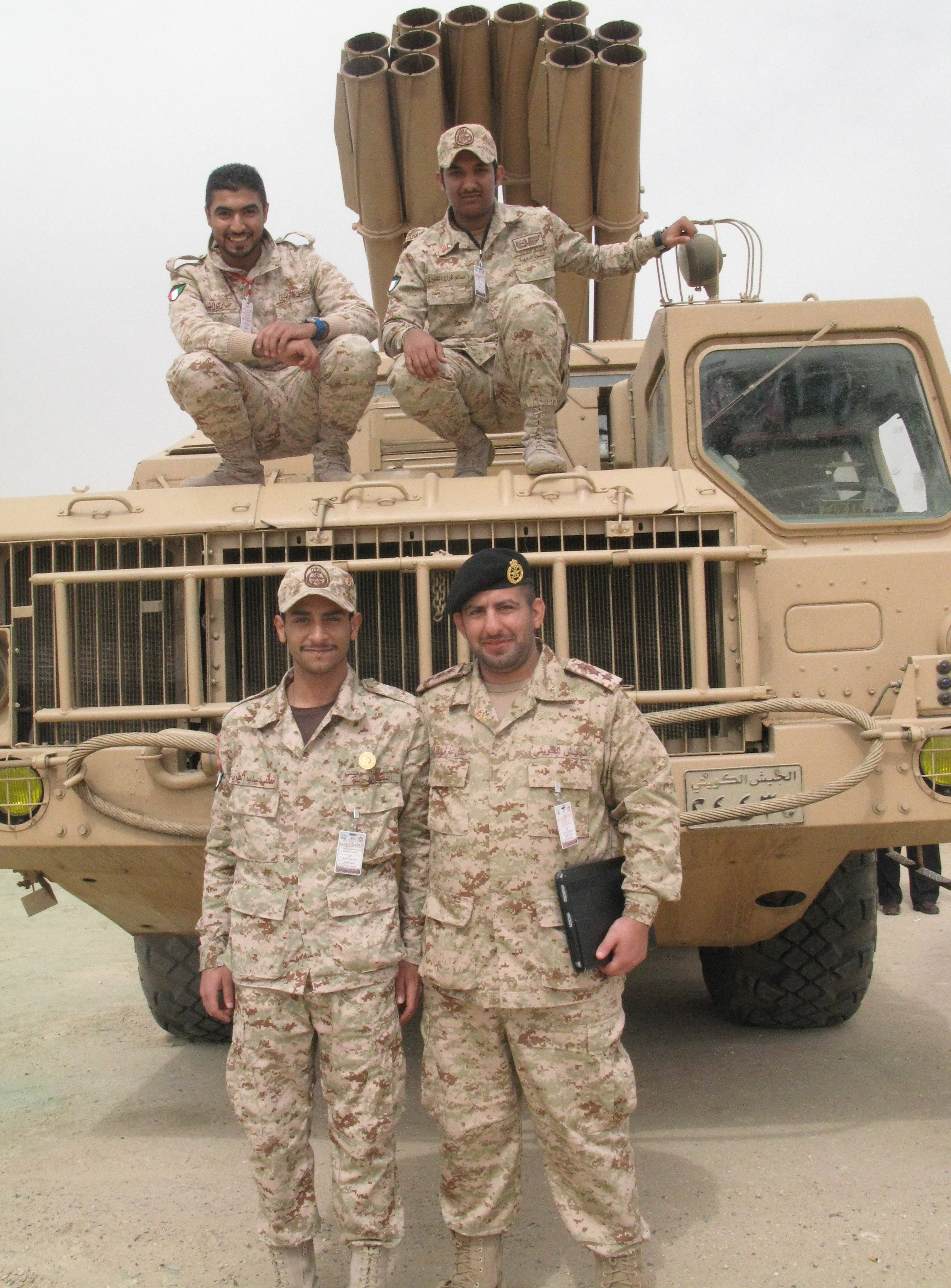
Camión de cabina lateral al motor.

### Chasis
Denominado chasis o bastidor, es la pieza principal sobre la que se articula y en la que se sujetan todos los componentes y piezas del camión. Está formado por dos vigas metálicas paralelas dispuestas en sentido longitudinal del vehículo y unidas por medio de varios travesaños. El chasis va colocado o apoyado en los ejes del vehículo a través de las suspensiones y sobre el chasis o alrededor de él se colocan y atornillan todos los componentes o accesorios del camión, como la caja para la mercancía, el motor, la caja de cambios, la grúa (en caso de llevarla), la cabina, los depósitos de combustible, los calderines del aire comprimido, etc. Digamos que cuando se fabrica un camión, en la cadena de montaje, la primera pieza con la que se empieza a trabajar es con el chasis y sobre él se van montando el resto de componentes o partes del camión.
Hoy en día, todos los camiones están repartidos según sus categorías de tamaño, tracción, y carrocerías diseñadas para el transporte. Gracias a los accesorios para camiones se permite:
- Renovar las piezas desgastadas; pastillas de freno, neumáticos, etc.
- Elementos de recambio en el interior de la cabina.
- Componentes para decorar el exterior de los vehículos pesados.

### Motor
Generalmente utilizan motores diésel de 4 o 6 cilindros en línea, u 8 cilindros en V. Últimamente (según en qué países) se están usando camiones de gas con motor de ciclo Otto (que son menos contaminantes) y también se están empezando a introducir los camiones eléctricos sobre todo en unidades de reparto en ciudad o en camiones para realizar cortos recorridos.
En la actualidad se ha hecho un gran progreso en el diseño y desarrollo de los motores diésel de los camiones con la incorporación de turbos, intercooler, sistemas de inyección electrónica de alta presión, con la gestión electrónica del motor y con la incorporación de sistemas de filtrado de partículas e inyección de Adblue en los sistemas de escape para la reducción de los gases contaminantes consiguiendo con ello motores muy eficientes y logrando también un significativo ahorro de combustible, y unos niveles de emisiones mucho más respetuosos con el medio ambiente.
La potencia de los motores diésel de camión puede oscilar desde el centenar de CV en pequeños camiones ligeros para reparto, hasta los 450 / 500 CV que suele ser la potencia estándar en los motores de los tráileres para ruta larga, e incluso hasta los 700 CV o más utilizados en camiones de transporte especial para el transporte de cargas muy pesadas. Habitualmente el motor de un camión suele trabajar a un régimen de rpm bajo (en torno a las 1200 rpm), siendo un régimen de giro mucho menor con respecto a los motores diésel de los coches, esto con el objeto de que sean motores de muy bajo consumo y que ofrezcan una alta fiabilidad y duración (superior al millón de kilómetros); también se distinguen por ofrecer una cifra de par motor o torque muy elevada incluso trabajando por debajo de las 1000 revoluciones a fin de poder superar ascensos con facilidad cargados con un gran tonelaje.

### Transmisión
Existen camiones con Transmisión automática con convertidor de par para su uso en transportes especiales, arrastre de grandes cargas o camiones orientados a la minería o a grandes movimientos de tierra en obras de construcción o para otras funciones específicas.
Los camiones típicos para carretera, obras, reparto o transporte general suelen usar la configuración de cambio manual, con un embrague y una caja de cambios actuada manualmente (o con asistencia hidroneumática) por el conductor. Generalmente podemos encontrar cajas desde las 5 o 6 relaciones para marcha adelante en camiones ligeros, hasta las 12, 16 o 18 relaciones en camiones más pesados; además de 1 o 2 (incluso más) relaciones para marcha atrás. En ocasiones la caja de cambios es desarrollada y fabricada por el mismo fabricante del camión y en otras ocasiones incorporan cajas de cambios de otros fabricantes especializados; son famosas las cajas de cambios Eaton Fuller en América o las ZF en Europa.
A partir del cambio de milenio se empezaron a comercializar camiones con cambio automático y ahora ya (tan solo 20 años después) es raro encontrar un camión nuevo con caja de cambios manual (al menos en Europa). En este tipo de trasmisión -aunque se llame automático- no consiste en un convertidor de par como en la mayoría de los coches automáticos, sino que consiste en un embrague y una caja de cambios con engranajes, ambos robotizados o pilotados; es decir, existe una centralita electrónica de control que decide y gestiona la relación a seleccionar y que comanda unos actuadores (eléctricos o neumáticos) que acoplan y desacoplan el embrague y engranan y desengranan los engranajes de la caja de cambios de forma totalmente automática en función de las decisiones que tome la unidad de control. Además de poder usarlo en modo automático y no necesitar la intervención del conductor para realizar los cambios de marchas, en la mayoría de camiones, existe la posibilidad de gestionar los cambios también en modo manual a través de un mando cerca del volante, con lo que en estos camiones desaparece la gran palanca de cambios típica de los camiones y que tan complejo es su uso. En los últimos años se ha avanzado mucho en la electrónica y en el software de gestión de las cajas de cambios siendo muy comunes sistemas que a través de GPS reconocen la orografía del terreno por el que se circula y que deciden la relación a utilizar anticipándose a las cuestas y a los descensos pronunciados e interactuando la gestión electrónica del cambio con los sistemas de control de crucero y los ralentizadores del camión, todo ello orientado hacia la economía del combustible, a la seguridad y a la comodidad del conductor.
A partir de la caja de cambios nos encontramos el árbol de trasmisión que conduce la potencia del motor hasta el diferencial del eje (o ejes) trasero ya que todos los camiones (que no sean de tracción total) utilizan el sistema de propulsión trasera.

### Ralentizadores
En los autobuses o camiones, sobre todo en los de gran tamaño, es común contar con este tipo de dispositivos que no encontramos en otros vehículos como en coches, furgonetas, tractores o en camiones ligeros... Su función es la de retener y disminuir la velocidad del vehículo en los descensos pronunciados evitando que debido al gran peso del vehículo se embale y adquiera velocidades peligrosas y contribuyendo a evitar un uso prolongado y excesivo del freno de servicio a fin de minimizar el riesgo de que los frenos del camión pierdan su eficacia por un sobrecalentamiento causado por la fricción en las pastillas o zapatas de freno, conocido como efecto fading. También es usado y ayuda al freno de servicio para hacer una reducción significativa de la velocidad o para realizar una detención completa o incluso en una frenada de emergencia; aunque hay que aclarar que un ralentizador no es capaz de realizar una detención completa del vehículo por sí solo, sino que es un sistema de freno auxiliar o complementario.
El más común es el llamado "freno motor" y consiste en una mariposa que cierra la salida de los gases de escape en el colector y los más avanzados además cuentan con un sistema que actúa sobre las válvulas de escape manteniéndolas prácticamente cerradas mientras esté actuado el freno motor; se consigue así que, al no encontrar salida los gases de los cilindros, la potencia retenedora del motor se multiplica. Con este tipo de freno motor, la compresión de los gases en el cilindro producen retención (en un motor de 4 tiempos) durante el tiempo de compresión y también durante el de escape. Para que el freno motor sea más efectivo en los descensos, hay que hacer aumentar el régimen de giro del motor por lo que es necesario reducir una o varias relaciones en la caja de cambios y el conductor debe estar vigilante del tacómetro para no llegar a un régimen de rpm peligroso para el motor.
Para conseguir todavía más capacidad de retención en un camión -y por lo tanto más seguridad- en los camiones más pesados (y en los grandes autobuses) se puede combinar el freno motor con un ralentizador hidráulico denominado retarder o intarder que consiste en un dispositivo acoplado al eje secundario de la caja de cambios que por medio de un efecto hidrodinámico de un flujo de aceite hidráulico que se hace pasar a través de unas turbinas es capaz de ejercer una gran contrafuerza retenedora en el árbol de trasmisión.
También existen ralentizadores eléctricos (ya en desuso) que se instalan intercalados en el árbol de transmisión y consisten en unos bobinados eléctricos que por medio de un campo electro-magnético hacen una función similar a la de un motor eléctrico intentando hacer girar el árbol de trasmisión en el sentido contrario al que gira cuando el camión circula hacia adelante.
Habitualmente todos los ralentizadores tienen varios puntos de intensidad de retención (de 2 a 5) y es el conductor el que debe ajustar la potencia de retención mediante una palanca cercana al volante dependiendo de la pendiente del descenso y de la carga del vehículo para mantener siempre una velocidad de descenso comedida y usar solamente el freno de servicio al llegar a una curva, al alcanzar a otro vehículo que circula más lento o en el caso de tener que realizar una detención. Los ralentizadores solo producen retención en el eje o ejes motrices mientras que el freno de servicio actúa sobre todos los ejes. En los camiones modernos, los ralentizadores van combinados con el control de crucero adaptativo y es la electrónica la que activa y ajusta la capacidad de retención automáticamente en los descensos para garantizar siempre no rebasar la velocidad programada.
Antes de existir los ralentizadores hidráulicos (retarder) era común ver en puertos de montaña con descensos muy prolongados una o varias zonas de frenado de emergencia consistentes en un carril de escape en el que hay un área de arena o gravilla en la que poder hacer un frenado de emergencia controlado para ser utilizados por camiones u otros vehículos que debido a un uso excesivo de los frenos de servicio en el descenso no eran capaces de frenar o aminorar la velocidad a causa del efecto fading.

## Clases y tipos de camiones

### Por su peso

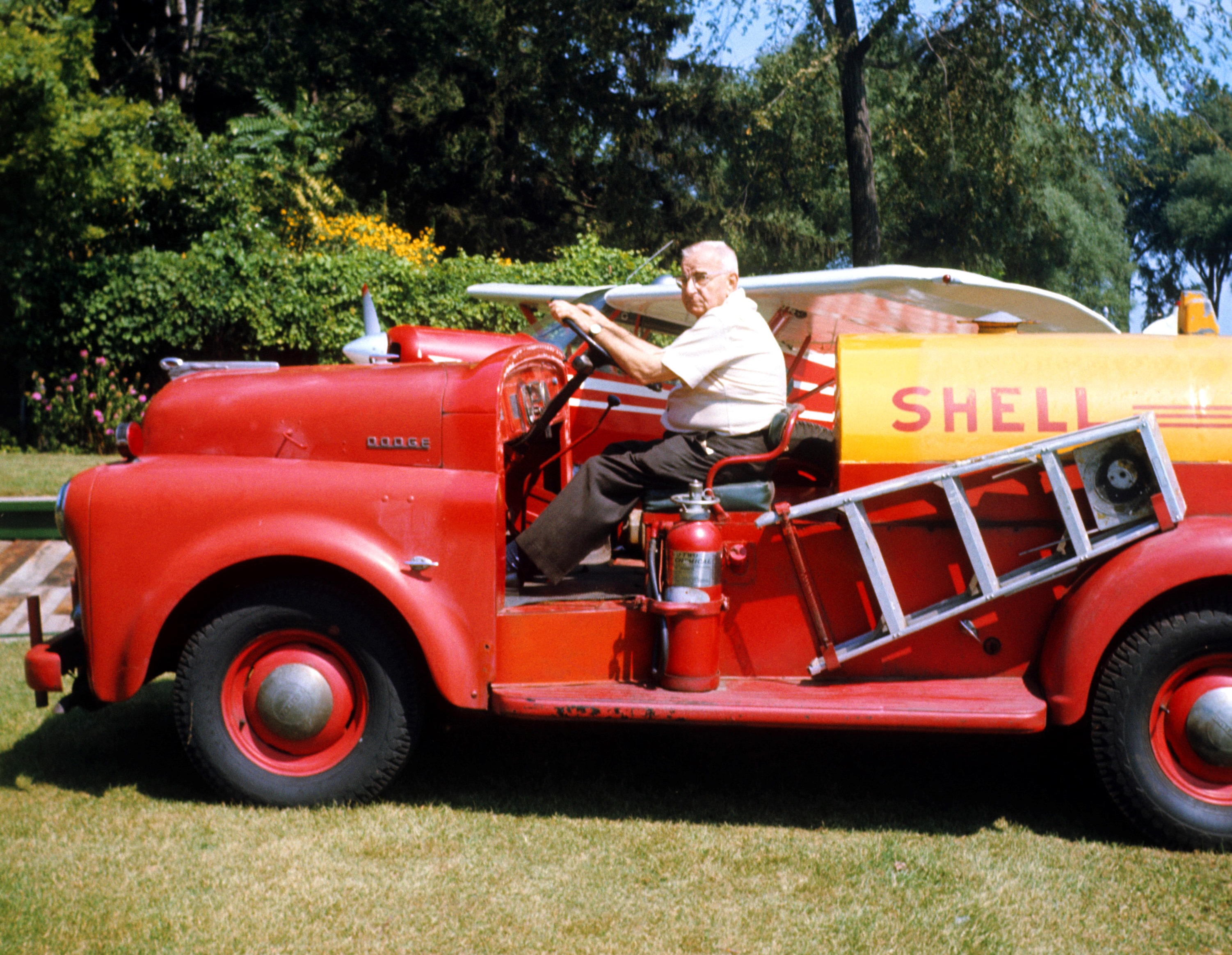
Un camión ligero (chasis Dodge) utilizado para la recarga de combustible de las avionetas en la Base de Hidroaviones Garland

•Ligeros: Categoría que se asigna a los vehículos que se distinguen debido a que su capacidad está comprendida entre 500 kg y 2,5 toneladas, se mueven con motores de gasolina o diésel y utilizan neumáticos sencillos.
•Livianos: Son un poco más largos y algo más potentes que los ligeros, pero al igual que la mencionada categoría, son angostos; su capacidad está entre 2,5 y 3,5 toneladas, se mueven generalmente con motor a gasolina o diésel y tienen las ruedas dobles a cada lado.
•Semilivianos: Este tipo de camiones son un poco anchos y poco largos, la capacidad comprendida está entre 3,5 y 4,5 t, se mueven con diésel aunque también hay modelos híbridos y a gas GNC/GNL.
•Medianos: Son similares a los semilivianos, pero se diferencian por su chasis (algo más largo), porque su motor diésel es más potente, y porque disponen de frenos de aire comprimido y de motor; la capacidad está comprendida entre 4,5 y 5,5 t.
•Semipesados: Variante intermedia entre la versión anterior y los pesados; al igual que los medianos, son largos, más potentes al contar con motores diésel modificados y utilizan frenos de aire y de motor/ahogo; su capacidad está entre 5,5 y 7,5 t. Se especializa en el transporte de carga por carretera y la distribución urbana de mercancías.
•Pesados: Modelo más grande que todos los anteriores, pero inferior a las siguientes categorías restantes. Se diferencian por estos motivos: tiene la cabina de los semipesados, las llantas/neumáticos son más grandes, al igual que los rines/llantas que tienen 8 pernos, chasis más largo, y sobre todo, el motor diésel que puede ser o de 4 cilindros en versiones doble turbo, súper turbo, o bien, máquinas de 5 cilindros turbodiésel, o 6 cilindros también turbodiésel unidos a cajas mecánicas de 7 u 8 velocidades. Además, su capacidad varía entre 7,5 y 9 t.
•Extra pesados: Son grandes y adecuados para el transporte de mercancías tanto en la ciudad como en el campo a distancias semicortas, medianas y semilargas; la cabina de esta versión es de diseño diferente, chasis un poco largo y se mueven con máquinas diésel de un solo o doble-turbo de 6 cilindros en línea o en V; la capacidad está entre 9 y 11,5 t.
•Mega pesados: Idénticos al anterior, pero sin embargo, tiene la cabina un poco alta, son más potentes, tienen cajas mecánicas o automáticas de hasta 12 velocidades y además, vienen en tres tipos de chasis:
Corto: Para las aplicaciones de construcción, (volquetes, hormigoneras, etc.) o bien, para remolcamiento de vehículos (grúa de gancho).
Mediano: Para los transportes combinados de cargue y arrastre, como camión-remolque, camión-acoplado etc. debido a que algunos modelos tienen quinta rueda.
Largo: Para transportes variados de semilargo alcance tanto en el área urbana como en el área rural y a veces, de usos especiales. Su capacidad comprende entre las 11,.5 y 13 t.
•Tera pesados: Son camiones que vienen en diferentes modalidades y versiones, según diversos mercados; dichas versiones son las siguientes: 6x2, (2 ejes delanteros, 1 trasero), 6x2 (1 delantero, 2 traseros - el último o el primero direccional-) o 6x2 II (1 delantero, 2 traseros - el último auxiliar-). Su capacidad está entre 16 y 20 t, gracias al tercer eje dispuesto como se describió anteriormente, sea direccional delantero o trasero o auxiliar trasero.
•Ultra pesados: Son los vehículos llamados tandem" o "de doble eje" porque tienen tracción 6x4, con presentaciones larga, mediana y corta. Sus capacidades van desde 20 hasta 23 t, dependiendo del chasis y la aplicación a que se destine el vehículo. En Venezuela se los conoce comúnmente como Toronto.
•Giga pesados: Es el grupo más voluminoso, albergando dos tipos de camión: el primer segmento, apodados "cuatro manos", "cuatro ruedas" o "cuatro ejes", poseen dos ejes direccionales en la parte delantera; el segundo, los llamados "tridem", tienen tres ejes en la parte posterior, permitiendo que el automotor pueda mover algo de carga adicional. Sus capacidades comprenden entre 23 y 26 t.
•Super pesados: Son los populares tractocamiones, tráileres (en España y México), gandolas (en Venezuela), tractomulas (en Colombia), cabezas tractoras, etc. (según su nombre en ciertos países) que son y se emplean para cargar y arrastrar, pues se mide la capacidad del cargue y del arrastre; se diferencian por estos motivos: tienen las ayudas eléctricas, electrónicas e hidráulicas para suplir de frenado y electricidad al conjunto, llámese semirremolque, bi-tren o tren de carretera, son mucho más super potentes, ya que montan motores doble-turbo, súper-turbo o súper-doble de 8, 10 y a veces, de 12 cilindros en V y alcanzan potencias de hasta 1200 hp. Su capacidad de carga varía entre 40 y 250 t (estos últimos, para los transportes especiales súper pesados).
En la Unión Europea, de acuerdo con el Reglamento (UE) 2018/858, se divide entre según sea vehículo pesado, que pertenece a las categorías M2, M3, N2 y N3 y vehículo ligero que pertenece a las categoría M1 y N1. 

### Por su uso
Algunos tipos de camiones, por usos, son los siguientes:

Grúa montamuebles

- Camión plataforma: destinado a transportes variados
- normal, destinada únicamente a contener y proteger la carga,
  - acondicionado, con una estructura diseñada y construida para transportar mercancías a temperaturas controladas con paredes de un espesor mínimo de 45 mm, pueden a su vez ser
    - isotermos, mantienen la temperatura (frío o calor) de la mercancía,
    - frigoríficos/congeladores, enfrían y refrigeran o congelan la mercancía.
- camión autobús o bus, el que transporta personas de un lugar a otro.
- Ambulancia, para trasladar enfermos o heridos.

- Basculante, con bandeja de carga basculante y fija al chasis.
- Blindado, para transporte de dinero (generalmente a bancos) o de objetos valiosos.
- Botellero, usado para transportar botellas contenedoras de líquidos.

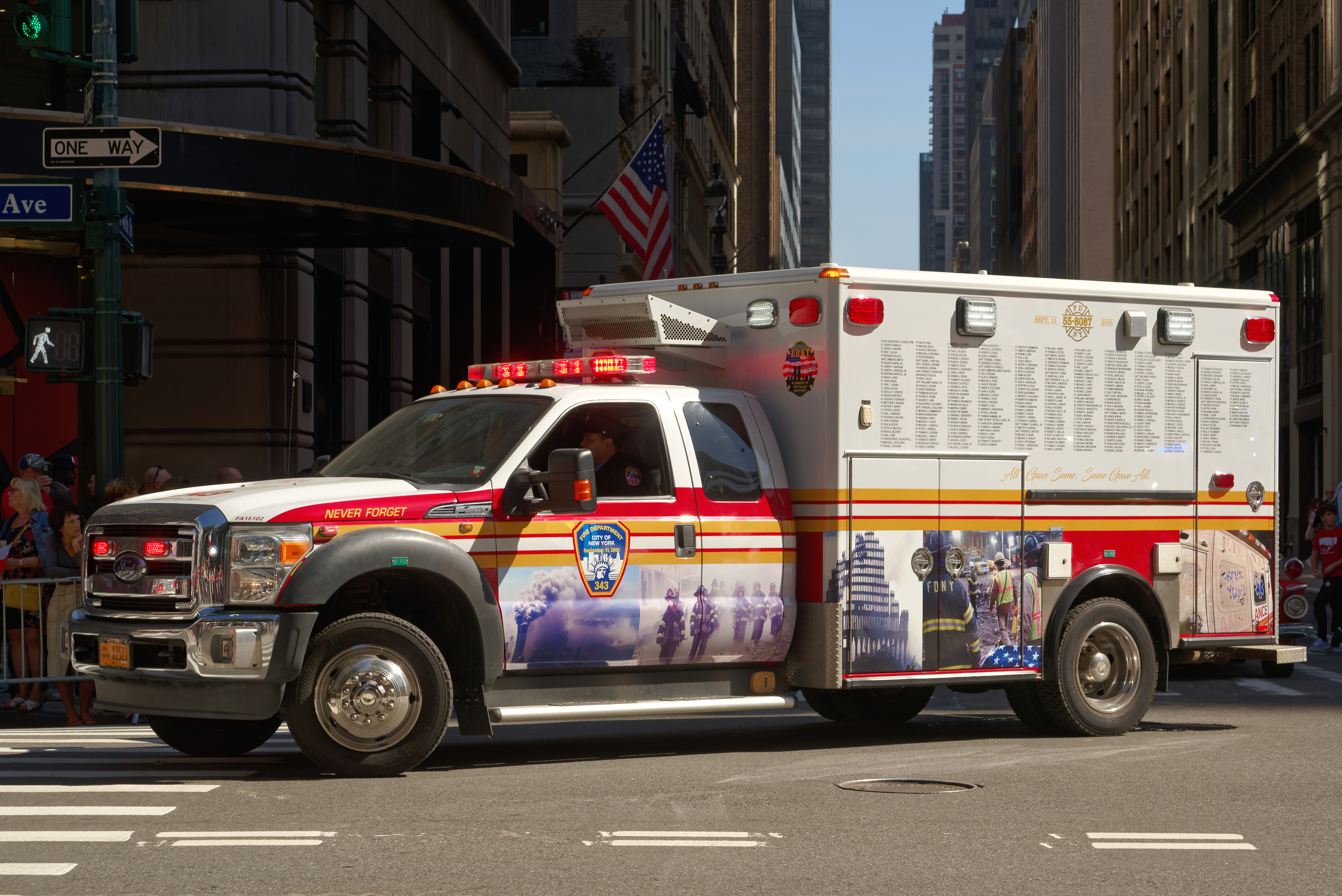
Camión ambulancia en Nueva York.

- Camión ambulancia en Nueva York.Capitoné, camión de caja cerrada y prolongada sobre la cabina, acolchado en el interior, utilizado para la realización de mudanzas.
- Botellero o Cilindrero, para transporte de bombonas: cilindros de gas.
- Cisterna, el que equipa una cisterna para el transporte de gases, líquidos (agua u otros) o sustancias pulverulentas. Existen cisternas isotérmicas con aislamiento para transportar líquidos (sobre todo alimentarios) manteniendo su temperatura durante el trayecto. También hay cisternas específicas con los sistemas de seguridad adecuados para transportar mercancías peligrosas como combustibles, gas, líquidos inflamables, o sustancias químicas tóxicas o peligrosas.
- Tautliner, es un tipo de caja (muy utilizado en Europa) que no tiene paredes ni techo fijos sino que éstos se componen de una lona corredera que complementada con unos pilares y unas tablas longitudinales realiza la sujeción lateral de la carga y son fácilmente desmontables para realizar una apertura, y a pesar de ser un camión cerrado (tipo furgón) hacen posible también su carga y descarga por los laterales o por la parte superior por medio de un puente-grúa.[16]
- Compactador de basura.
- De bomberos, Podemos encontrar distintas configuraciones como camión-escalera que despliegan una gran escalera para intervenir en incendios de edificios de gran altura, camión autobomba (dotado de un depósito de agua y una bomba para impulsar el agua por las mangueras a gran presión) o configuraciones de camión de bomberos para rescate e intervenciones de auxilio. También existen versiones 4x4 para acceder a zonas escarpadas en incendios forestales, o configuraciones muy específicas para los parques de bomberos de los aeropuertos para intervenir en los incendios de los accidentes aéreos.
- De estacas, para carga variada.
- Portacontenedores, son una plataforma sobre la que se carga y sujeta mediante unos mecanismos de acople especiales un contenedor de transporte marítimo o intermodal con el objeto de transportar una mercancía desde un puerto marítimo o una estación ferroviaria hasta su destino final o viceversa.
- Extravial o «fuera de carretera»: vehículo más robusto y reforzado, para movimiento de grandes volúmenes de áridos y rocas, habitualmente denominado dumper en inglés, provisto de una caja basculante para verter rápidamente la carga. Suelen tener una altura libre al suelo en los bajos del vehículo superior a los camiones normales de carretera para poder circular por zonas escarpadas e irregulares y normalmente están dotados de tracción en la mayoría o en todos sus ejes para desempeñarse en zonas embarradas o superar grandes pendientes con facilidad.
- Furgón. Normalmente son camiones configurados como una caja cerrada por todos sus laterales y techo, construida de chapa metálica o materiales plásticos (poliéster) y disponen de 2 puertas traseras para efectuar la carga y descarga normalmente aculando el camión en un muelle. Existen pequeños camiones-furgón desde apenas 3 t para el reparto en ciudad, hasta tráileres que tienen también la configuración de furgón. Su destino puede ser para el transporte de paquetería, grupajes, mercancía paletizada, muebles y carga general ligera. Las paredes del furgón -y el hecho de que sea una caja cerrada- aparte de evitar que la mercancía se caiga del camión sin necesidad de estibar la carga, lo hace ideal para proteger la mercancía frente a robos o de la lluvia y de las inclemencias climatológicas.

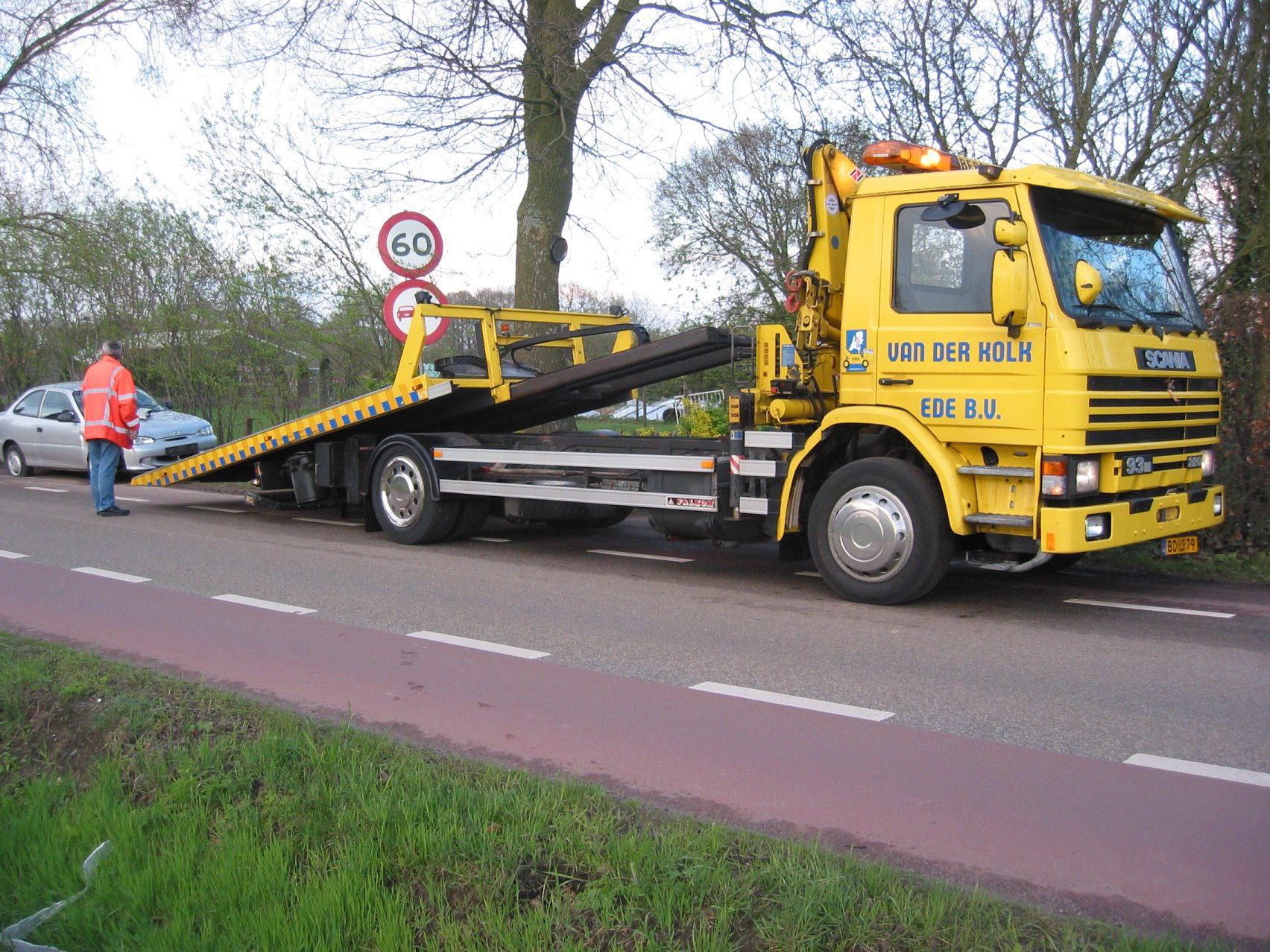
Camión grúa de camilla

- Camión grúa de camillaGrúa. Suelen ser camiones plataforma o con laterales abatibles que incorporan acoplada al chasis (normalmente entre la cabina y la caja), una grúa hidráulica de bazos telescópicos plegable; la función de la grúa es la carga y auto-descarga de las mercancías que transporta el camión o para cumplir funciones de elevación de cargas en una obra o montaje. Hay camiones grúa en los que la grúa no es plegable ya que ésta es de grandes dimensiones y en los que no existe caja o plataforma para transportar mercancías y la función del camión es simplemente la de prestar servicios como grúa para la elevación de cargas de gran tonelaje. También se le suele llamar camión-grúa (en España) a los destinados al rescate y remolcaje de coches o camiones averiados o accidentados aunque en muchas ocasiones carecen de la grúa como tal y son una simple plataforma deslizante que hace las veces de rampa y disponen de un cabrestante con el que logran subir a la plataforma el coche averiado; hay otro tipo de camión de rescate que dispone de un mecanismo en la parte trasera con el que levanta un eje del vehículo averiado para poder transportarlo remolcado.
- Hormigonera o revolvedor de concreto. En Argentina: trompo. En Venezuela mezcladora.
- Mosquito o plataforma portaautomóviles, diseñado especialmente para transporte de automóviles. También se le conoce como autotransportador, camión cigüeña, camión nodriza, porta-coches, etcétera.
- Refrigerado o frigorífico, para transporte de productos sensibles al calor. Disponen de una caja cerrada de poliéster con un gran aislamiento en sus paredes y disponen de un motor o equipo refrigerador que produce frío para transportar alimentos perecederos o productos congelados sin romper la cadena de frío durante el transporte.
- Tándem, más conocido como camión de doble troque o de doble eje, se distingue por tener chasis un poco más largo o corto, dos ejes de propulsión trasera y caja de 14 o de 16 velocidades. Su uso es para cargas muy pesadas, o bien, para obras de construcción. En Colombia se les llama comúnmente cuatromanos y en Venezuela Toronto.
- Tolva: puede ser chasis acoplado o remolque. A ambos en Argentina se les conoce como «corpiño» (brasier) y en Europa como camión bañera o basculante. Se utilizan para transporte de harinas, cereales, áridos o de cementos a granel.
- Volquete, o «de volteo». Vierte su carga hacia atrás o, en modelos recientes, lateralmente.
- Tractocamión: es un automóvil concebido y construido para labores de tiro, es decir para el arrastre de un semiremolque. Al conjunto del tractocamión y su semirremolque es un vehículo articulado aunque habitualmente (especialmente en México) se le denomina tráiler. En Venezuela se le da el nombre de chuto (y al conjunto chuto - remolque: Gandola). En Colombia se le dice tractomula o cabezote. En Honduras se le conoce con el nombre de rastra. Su configuración hace que el peso del semirremolque descanse parte sobre las ruedas traseras del mismo y parte apoye en el eje o ejes motrices del tractocamión proporcionando más agarre, mejor tracción y más estabilidad conforme el conjunto vaya más cargado. Sobre el chasis incorporan un elemento llamado 5.ª rueda que es el dispositivo mediante el cual se engancha y acopla el semirremolque al vehículo tractor proporcionando la articulación de ambos vehículos. Su uso ha proliferado mucho en el mundo del transporte ya que ofrecen una gran eficiencia al llegar un camión a su destino con una carga e inmediatamente, con una sencilla labor de desenganche y enganche, el mismo tractor y conductor pueden iniciar otro transporte con otra carga diferente en otro semirremolque; u ofrecen mucha versatilidad a las empresas de transporte ya que pueden convertir un camión cisterna en un camión frigorífico con la simple tarea de cambiar el semirremolque.
- Tren de carretera: vehículo automóvil formado por un vehículo motor que arrastra un remolque. El vehículo a motor puede ser un camión o no. En Australia u otros países es típico ver trenes de carretera compuestos por un camión tractor y varios remolques enganchados uno a otro (hasta 5 o más); en España sólo está permitido el arrastre de un remolque.
- Casa Rodante o Autocaravana su función es albergar personas y está equipado para ello, ya que cuenta con camas, baño, cocina, etc. Generalmente se alquilan para viajes.

### Por su categoría
Una clasificación legalmente reconocida de los vehículos en la Unión Europea se clasifican en tres categorías: M (para el transporte de personas), N (para el transporte de mercancías) y O (para los remolques y semiremolques). Los vehículos de la categoría N, es decir aquellos vehículos de motor destinados al transporte de mercancías que tengan por lo menos cuatro ruedas, se subdividen el tres subcategorías establecidas en función de su MMA:
- N1 - MMA hasta 3500 kg,
- N2 - MMA superior a 3500 kg y hasta 12.000 kg,
- N3 - MMA superior a 12.000 kg.

Los camiones pequeños tipo N1 en Venezuela se les da el nombre de 350 (se lee 'tres cincuenta') debido al fenómeno de vulgarización del modelo F-350 de Ford, cuya competencia la constituyen el modelo C-30 o C-3500 de Chevrolet y el Ram 3500 de Dodge.

### Por el tipo de rueda
- De artillería: Por regla general suelen poseer 5 o 6 radios. Solo se reemplaza el neumático sin necesidad de desmontar toda la rueda.
- Tipo campana: Es el más usado en los modelos de marcas europeas. Suele poseer 12 orificios donde se insertan los pernos de sujeción. Los camiones pequeños poseen un tipo similar, aunque en este caso sólo tiene 6 pernos de sujeción. Fue creada por la marca Mercedes-Benz en los años 60.

## Camiones militares

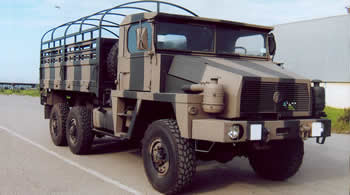
Camión militar SNVI en Argelia.

Un camión militar es un vehículo diseñado para el transporte de tropas, combustible y suministros militares hacia el campo de batalla, a través de carreteras asfaltadas y caminos de tierra sin asfaltar. Varios países han fabricado sus propios modelos de camiones militares, por lo que cada uno de ellos tiene unas características técnicas propias. Estos vehículos están adecuados a las necesidades de los distintos ejércitos sobre el terreno.
En general, estos camiones están compuestos de un chasis, un motor, una transmisión, una cabina, un área para la colocación de la carga y el equipo, ejes de transmisión, suspensiones, dirección, llantas, neumáticos, sistema eléctrico, neumático e hidráulico, sistema de refrigeración del motor y frenos. Estos vehículos pueden funcionar con un motor de gasolina, o bien con un motor diésel. Hay vehículos con tracción en las cuatro ruedas (4x4), con seis ruedas (6x6), con ocho ruedas (8x8), con diez ruedas (10x10) e incluso con doce ruedas (12x12).
El camión es desde la Segunda Guerra Mundial un elemento imprescindible de todo ejército ya que ha demostrado una gran versatilidad para el transporte y desplazamiento de mercancías y tropas y es un elemento imprescindible para lograr el abastecimiento y una logística efectiva en todo ejército que necesite realizar rápidos movimientos tanto de ataque como en retirada, desembarco, ocupación o invasión.

## Galería

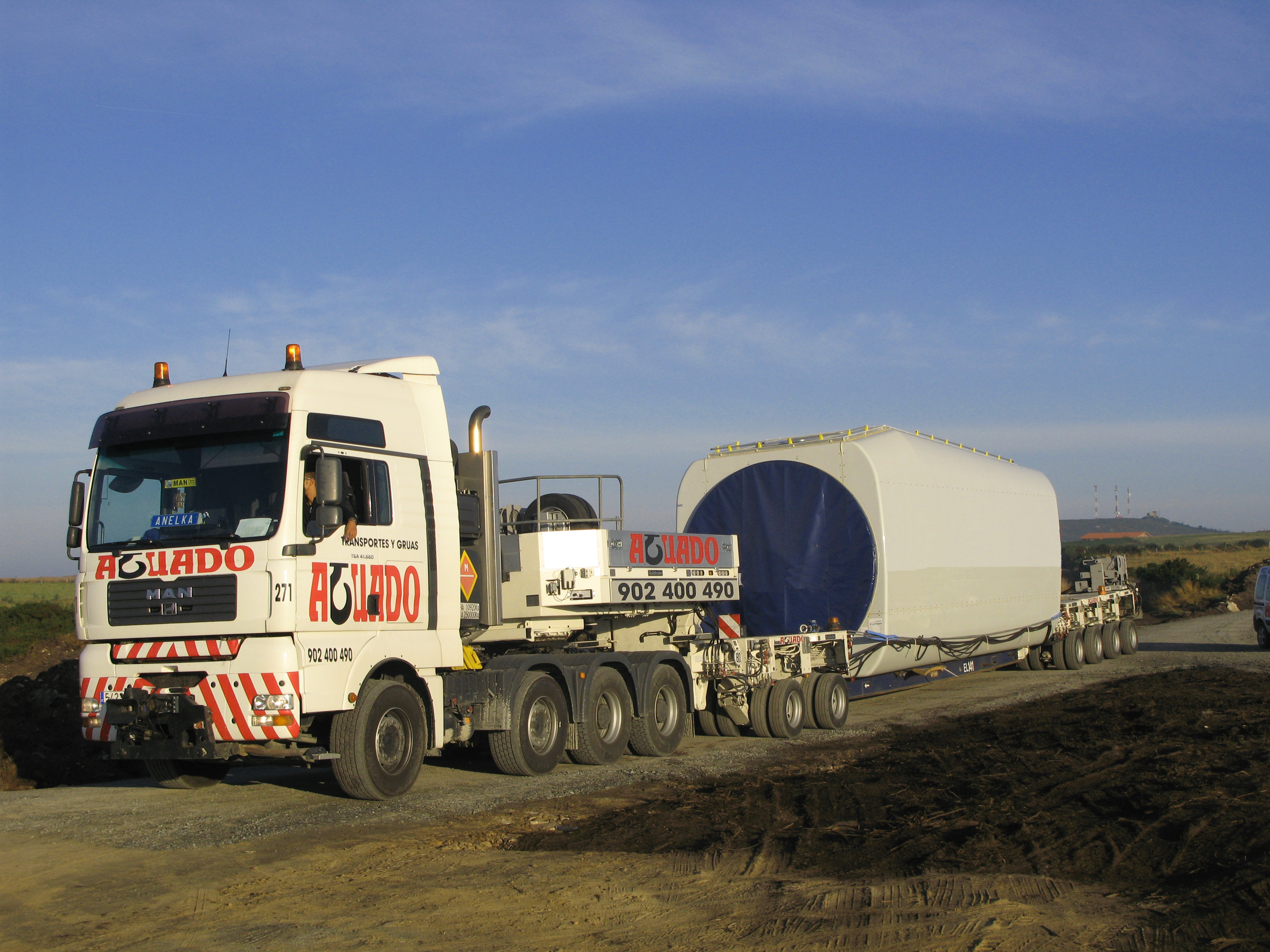
Transporte especial.
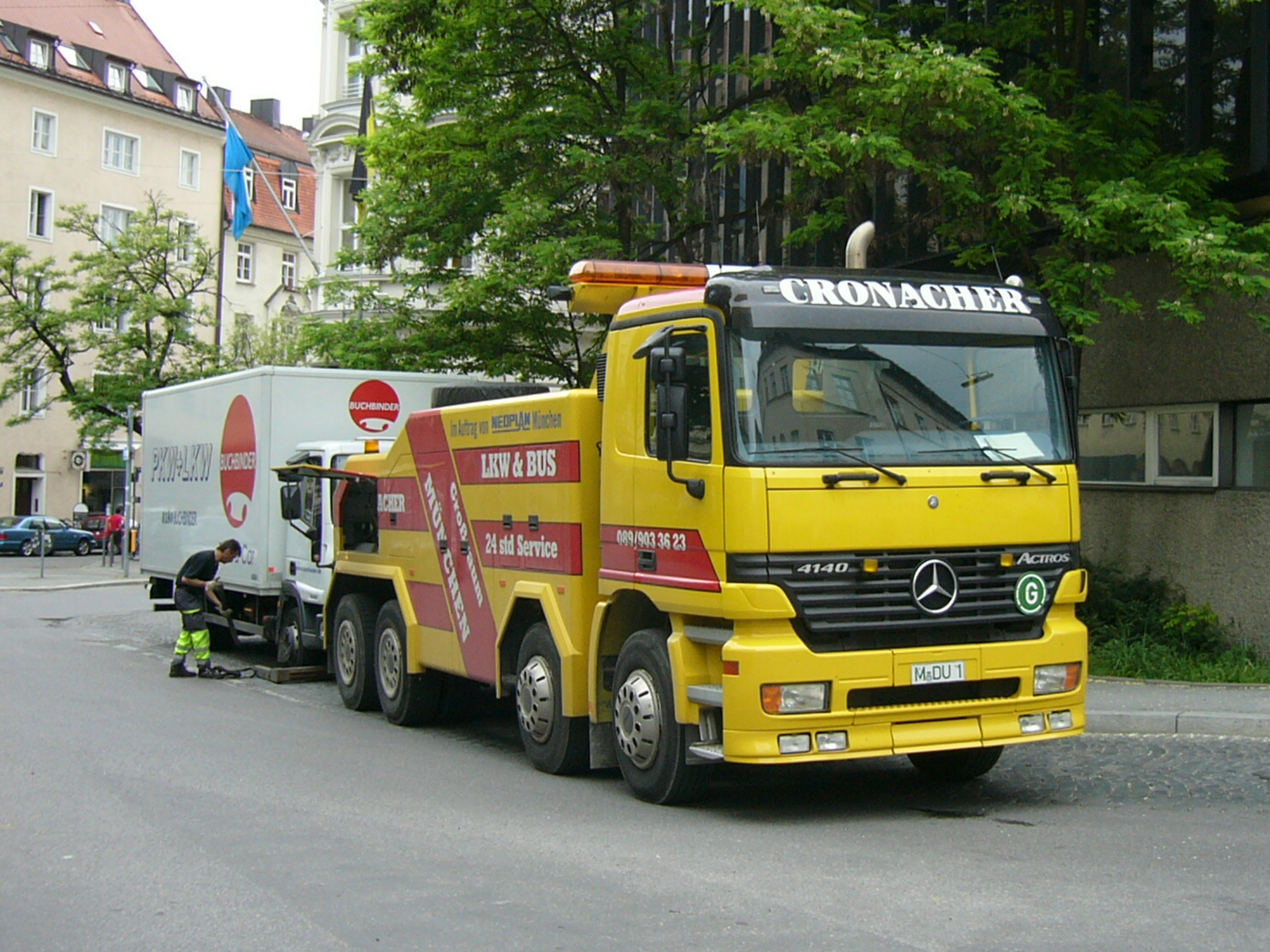
Camión de remolque pesado.
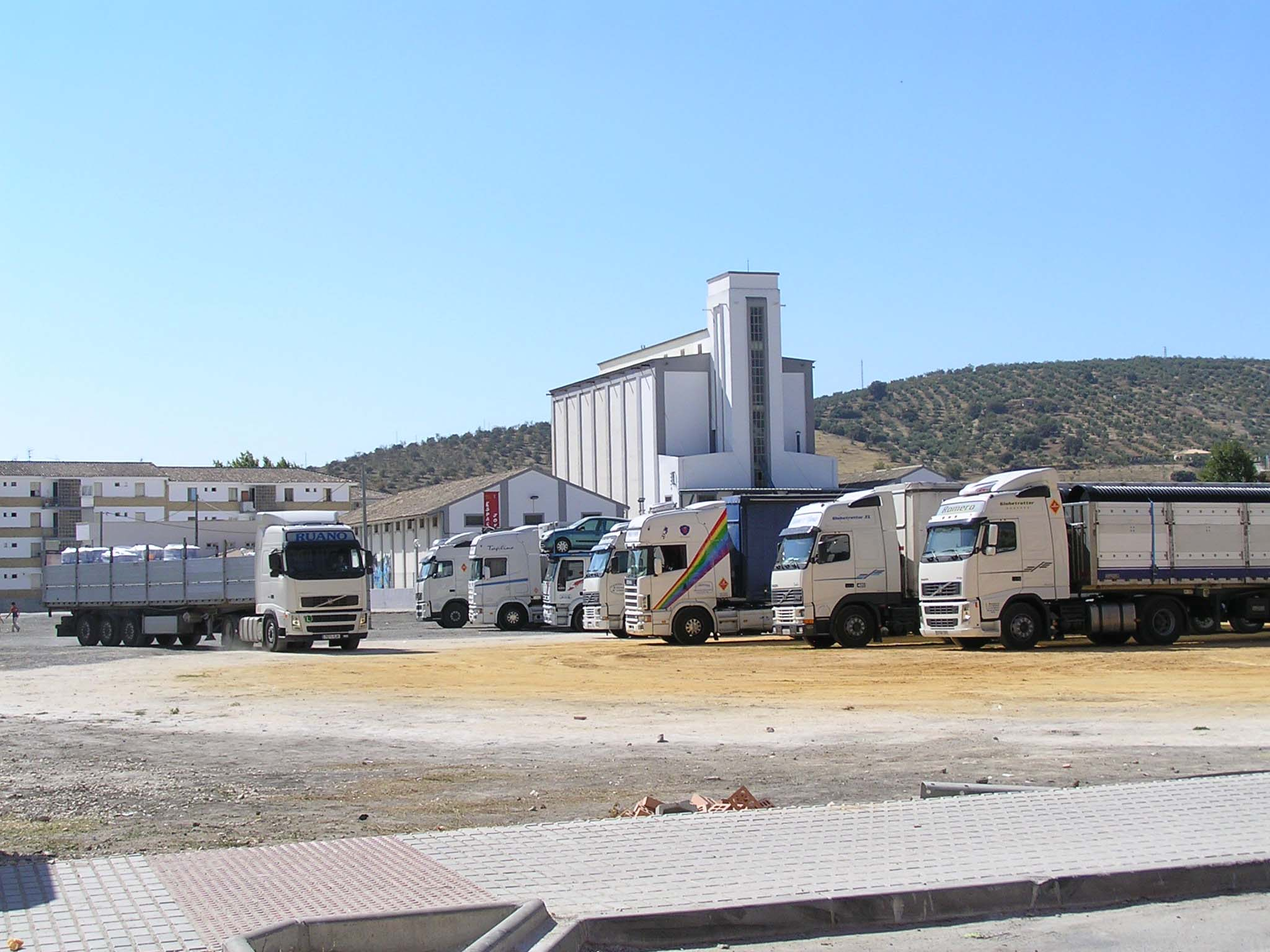
Aparcamiento de camiones, con un silo al fondo, en Alcalá la Real, Jaén, España.
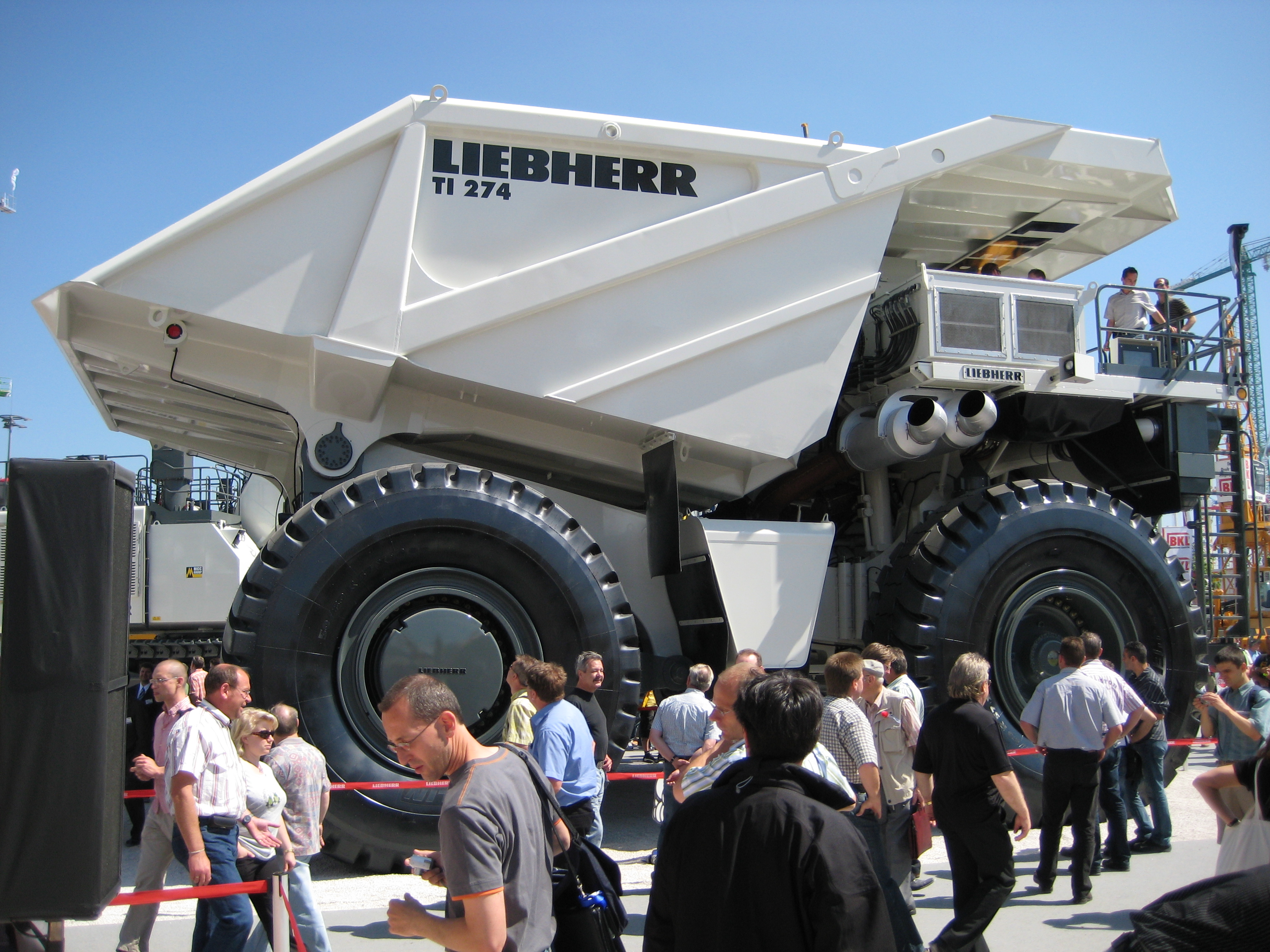
Camión volquete utilizado en minería (dumper).
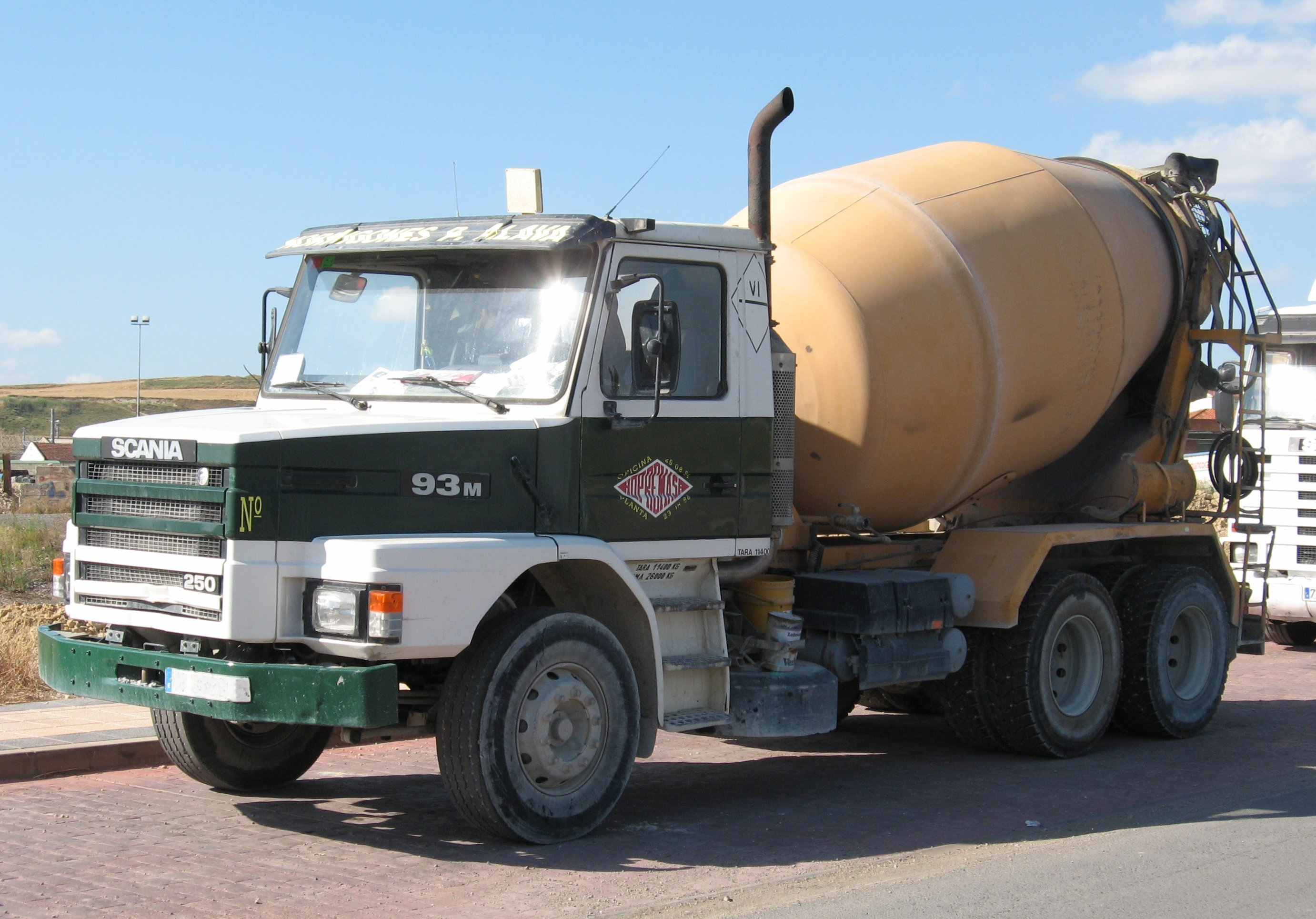
Camión hormigonera en Miranda de Ebro, España.
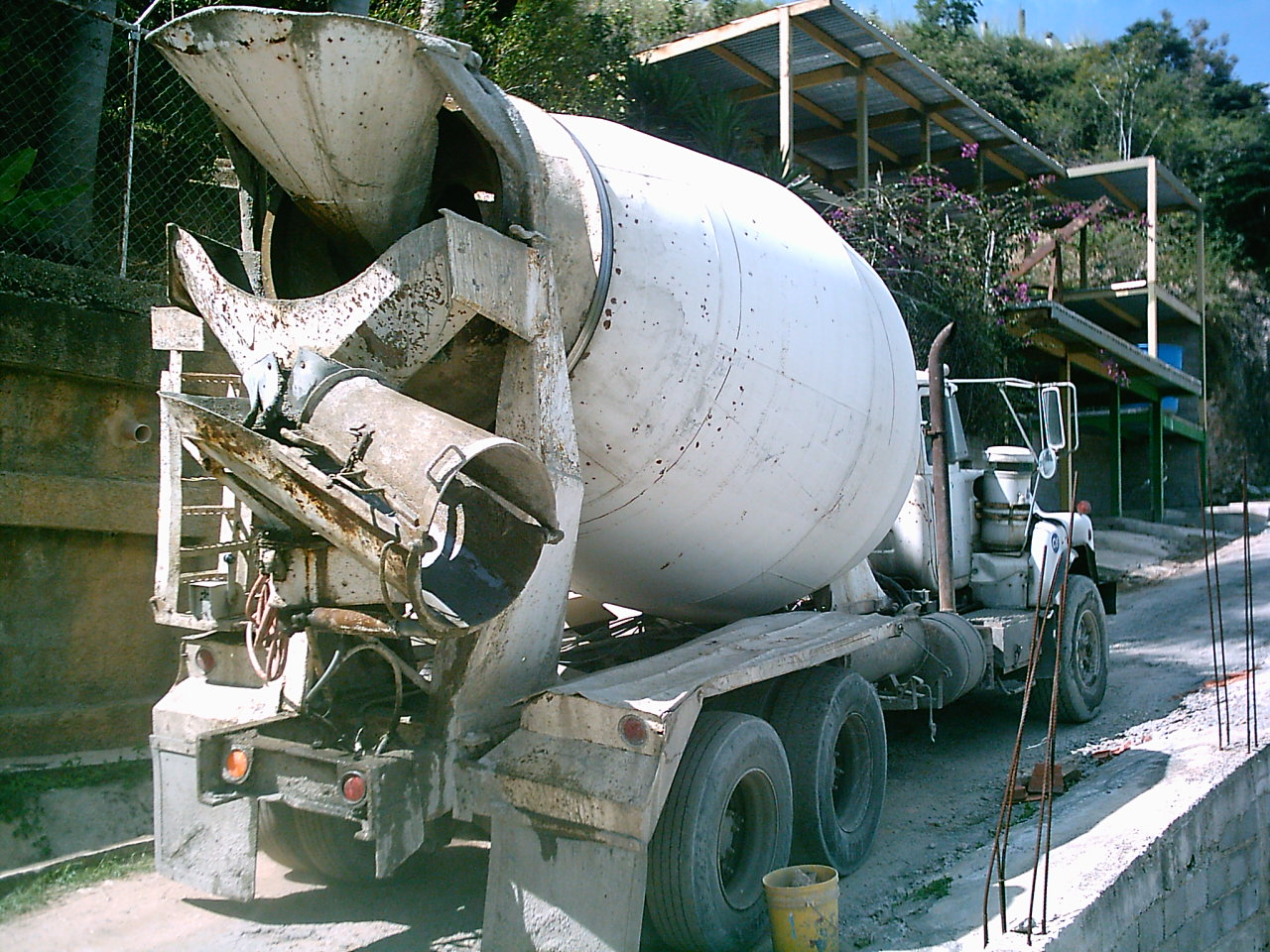
Camión portador de hormigón.